# Ultimate (Prince-Album)
Ultimate ist das fünfte Kompilationsalbum des US-amerikanischen Musikers Prince und das letzte, das zu dessen Lebzeiten erschien. Das Album wurde am 21. August 2006 als Doppel-CD bei dem Musiklabel Rhino Records veröffentlicht, einer Tochtergesellschaft von Warner Bros. Records. Die erste CD enthält Singleauskopplungen, die im Zeitraum von 1979 bis 1993 veröffentlicht wurden. Auf der zweiten CD sind Maxi-Singles von Songs vorhanden, die ursprünglich in den Jahren 1980 bis 1991 herausgebracht wurden. Zuvor unveröffentlichte Stücke sind auf Ultimate nicht zu finden.
Musikkritiker interessierten sich für die Kompilation nur wenig, bewerteten sie aber überwiegend positiv. Obwohl weder Prince noch Warner Bros. Records nennenswerte Musikpromotion betrieben, erreichte Ultimate beispielsweise in Großbritannien Platinstatus. Nach Prince’ Tod im April 2016 erzielte die Kompilation in einigen Ländern Top-Ten-Platzierungen, was zuvor nicht der Fall gewesen war.

## Entstehung
Nachdem Prince im Jahr 2004 mit seinem Album Musicology wieder international erfolgreich war, wollte Warner Bros. Records ein Greatest-Hits-Album von ihm herausbringen. Zwar hatte er sich am 31. Dezember 1999 von Warner im Streit getrennt, doch das Major-Label hatte noch Anspruch auf ein Prince-Album, um den damaligen Vertrag zwischen ihm und dem Musiklabel endgültig zu beenden. Zudem besaß Warner zum damaligen Zeitpunkt die Urheberrechte an allen Songs, die Prince in seiner Karriere für Warner aufnahm.
Warner Bros. Records stellte mit dem Franzosen Mathieu Bitton (* 1973) und dem US-Amerikaner Geoffrey Dicker (* 1977) zwei kreative Berater ein, um Ultimate zu konzipieren. Bitton arbeitete für die US-amerikanische Designagentur Candy Tangerine und war seit 1984 Prince-Fan; beispielsweise kaufte er sich im Jahr 1987 ein Exemplar von dem damals zurückgezogenen Black Album für 1.500 US-Dollar (damals ungefähr 2.300 D-Mark). Zudem hatte er sich über Jahre eine große Prince-Sammlung zugelegt. Warner wurde auf ihn aufmerksam, als er 2006 als Artdirector für die Covergestaltung der Kompilation Up from the Catacombs – The Best of Jane’s Addiction zuständig war. Bitton „wusste überhaupt nicht, dass ein Prince-Projekt in Arbeit war“, als ihn Warner mit der Bitte kontaktierte, an einem neuen Prince-Album mitzuarbeiten.
Geoffrey Dicker war seit der Veröffentlichung von Controversy aus dem Jahr 1981 Prince-Fan und entwarf eine Liste mit ursprünglich 40 Songs, die aus Albumversionen und zuvor nicht auf CD veröffentlichten Remixen bestand. Warner zeigte sich von dieser Idee begeistert und Dicker stellte dem Label Ende 2005 eine Doppel-CD mit letztendlich 29 Songs und folgender Tracklist vor:
| CD-1/1     | Purple Medley                                        | 1995: non-Album-Track                                      |
| CD-1/2     | I Wanna Be Your Lover                                | 1979: Prince                                               |
| CD-1/3     | Uptown                                               | 1980: Dirty Mind                                           |
| CD-1/4     | Controversy                                          | 1981: Controversy                                          |
| CD-1/5     | 1999                                                 | 1982: 1999                                                 |
| CD-1/6     | Little Red Corvette (Dance Remix)                    | 1982: Maxi-Single                                          |
| CD-1/7     | Let’s Go Crazy (Special Dance Mix)                   | 1984: Maxi-Single                                          |
| CD-1/8     | Erotic City (12″-Version)                            | 1984: B-Seite von Let’s Go Crazy (Special Dance Mix)       |
| CD-1/9     | Purple Rain                                          | 1984: Purple Rain                                          |
| CD-1/10    | When Doves Cry                                       | 1984: Purple Rain                                          |
| CD-1/11    | I Would Die 4 U                                      | 1984: Purple Rain                                          |
| CD-1/12    | Pop Life (Fresh Dance Mix)                           | 1985: Maxi-Single                                          |
| CD-1/13    | She’s Always in My Hair (12″-Version)                | 1985: B-Seite von Raspberry Beret (Extended Version)       |
| CD-1/14    | Raspberry Beret (Extended Version)                   | 1985: Maxi-Single                                          |
| CD-2/1     | Kiss (Extended Version)                              | 1986: Maxi-Single                                          |
| CD-2/2     | Sign “☮” the Times                                   | 1987: Sign “☮” the Times                                   |
| CD-2/3     | U Got the Look (Long Look) (Duett mit Sheena Easton) | 1987: Maxi-Single                                          |
| CD-2/4     | I Could Never Take the Place of Your Man             | 1987: Sign “☮” the Times                                   |
| CD-2/5     | Hot Thing (Extended Remix)                           | 1987: B-Seite von I Could Never Take the Place of Your Man |
| CD-2/6     | Alphabet St.                                         | 1988: Lovesexy                                             |
| CD-2/7     | Thieves in the Temple (Remix)                        | 1990: Maxi-Single                                          |
| CD-2/8     | Diamonds and Pearls                                  | 1991: Diamonds and Pearls                                  |
| CD-2/9     | Gett Off                                             | 1991: Diamonds and Pearls                                  |
| CD-2/10    | Money Don’t Matter 2 Night                           | 1991: Diamonds and Pearls                                  |
| CD-2/11    | Cream (N.P.G Mix)                                    | 1991: Maxi-Single                                          |
| CD-2/12    | 7 (Acoustic Version)                                 | 1992: Single                                               |
| CD-2/13    | Sexy Mutha                                           | 1992: B-Seite von My Name Is Prince Remixes                |
| CD-2/14    | Nothing Compares 2 U (Duett mit Rosie Gaines)        | 1993: The Hits/The B-Sides                                 |
| CD-2/15    | My Name Is Prince                                    | 1992: Love Symbol                                          |
| Gesamt: 29 |                                                      |                                                            |

Anschließend lud Warner Prince zu einem Treffen ein, um ihm die Doppel-CD vorzustellen und ihn nach seiner Meinung zu fragen. Prince zeigte sich mit vorgelegtem Konzept von Ultimate aber nicht einverstanden und beschloss, die Songs Erotic City und Sexy Mutha, aufgrund der allzu deutlichen Liedtexte, von der Tracklist zu streichen. Zudem änderte er die Reihenfolge; auf Disc I wollte er nur Albumversionen haben und auf Disc II nur Remixversionen. Geoffrey Dicker sagte: „Keine Ahnung, warum Prince das Album zweigeteilt haben wollte, aber er machte dies, und sowohl Warner als auch Rhino haben ihn damit beruhigt“.
Am 2. Februar 2006 berichtete das US-Magazin Billboard, dass Rhino Records am 14. März eine Doppel-CD mit remastered Hits sowie Remixen von Prince-Songs herausbringen wolle. Prince stand in dieser Zeit aber bei dem Major-Label Universal Records unter Vertrag und wollte sein damaliges Album 3121 eine Woche später am 21. März 2006 veröffentlichen. Als Prince-Fans von der geplanten Veröffentlichung von Ultimate erfuhren, beschwerten sich einige von ihnen online im Internetforum von Warner Bros. Records und warfen dem Tonträgerunternehmen vor, mit Ultimate lediglich Geld machen zu wollen. Warner zeigte sich von diesen Vorwürfen jedoch unbeeindruckt und startete eine ausführliche Werbekampagne; beispielsweise waren Annoncen für die Doppel-CD bei Best Buy und in verschiedenen Schallplattenläden landesweit zu finden. Zudem lief ein Werbespot für das Album im US-Fernsehen. Einige Menschen bestellten Ultimate bei Amazon und Barnes & Noble vor und Warner begann, Promo-CDs an Geschäfte zu versenden.
Mathieu Bitton war von der Werbekampagne begeistert: „Das war für mich, und das soll kein Wortspiel sein, das ultimative Projekt“, sagte er. Ähnlich äußerte sich Geoffrey Dicker, der die Meinung vertrat, das jahrelange Prince-Fan-Sein habe sich „ausgezahlt“.

## Ultimatevs.3121
Kurz vor dem ursprünglich geplanten Veröffentlichungstermin von Ultimate am 14. März 2006 setzte sich Prince mit Warner Bros. Records in Verbindung und bat, die Veröffentlichung von Ultimate abzusagen, da er parallel mit Musikpromotion für sein Album 3121 beschäftigt sei, das eine Woche später erscheinen sollte. Gemäß Mathieu Bitton zeigte sich Warner damit einverstanden, „seine Wünsche zu beachten“. Seiner Meinung nach hätte das Tonträgerunternehmen auch anders reagieren können: „Aber sie haben gegenüber Prince wirklich Respekt, und ich hoffe, er erkennt dieses an“, sagte er damals. Warner forderte die Einzelhändler auf, bereits verschickte CDs an das Major-Label wieder zurückzusenden. Geoffrey Dicker hob jedoch hervor: „Wir hatten den Veröffentlichungstermin lange geplant, bevor Prince seinen Termin für 3121 bekannt gab“. Jetzt habe es so ausgesehen, dass Warner auf der Erfolgswelle von Prince mitschwimmen wollte, aber „in Wirklichkeit“ sei es „einfach ein dummer Zufall“ gewesen.
Letztendlich zog Warner Bros. Records Ultimate zurück, während Prince 3121 bei Universal Records, wie ursprünglich geplant, am 21. März 2006 herausbrachte. 3121 erzielte Platz eins der US-Album-Hitparade und Musikkritiker bewerteten das Album überwiegend positiv.
Verantwortliche bei Rhino Records suchten einen neuen Veröffentlichungstermin für Ultimate und entschieden sich für den 22. Mai 2006. Doch auch dieser Termin kam, für die Öffentlichkeit aus unbekannten Gründen, nicht zustande. Letztendlich erschien Ultimate am 21. August 2006, und damit fünf Monate nach der Veröffentlichung von 3121. Musikpromotion veranstalteten Rhino Records und Warner diesmal nicht.

## Gestaltung des Covers
Mathieu Bitton war mit der Covergestaltung als Artdirector und Designer für Ultimate einen Monat lang beschäftigt. Die CD-Hülle steckt in einem Pappschuber, der komplett in der Farbe Weiß gehalten ist. Auf der Vorderseite ist in lilafarbener Schrift zentral der Name „Prince“ und darunter in silberfarbener Schrift der Titel „Ultimate“ zu lesen. Auf der Rückseite des Pappschubers ist in lilafarbener Schrift die Nummerierung der Songtitel gehalten, die Songtitel selbst sind in Silber dargestellt. Zudem ist auf der Rückseite im violetten Farbton eine Abwandlung vom androgynen Symbol abgedruckt, das Prince von 1993 bis 2000 als Pseudonym benutzt hatte.
Das Booklet ist als Faltcover gestaltet, das in der Innenseite ein Foto von der Prince-Sammlung von Bitton zeigt; es sind sämtliche Schallplattencover, Picture Discs und Sonderausgaben von sowohl Album- als auch Single-Veröffentlichungen von 1978 bis einschließlich 1992 zu sehen. Die Fotos von Prince, die ebenfalls im Booklet vorhanden sind, stammen aus den Jahren 1978 bis 1990 und wurden von folgenden Fotografen gemacht:
- Joseph Giannetti, 1978 For You-Ära
- Allen Beaulieu, 1980 Dirty Mind-Ära, 1981 Controversy-Ära und 1982 bis 1983 1999-Ära
- Larry Williams (* 1951; † 1999), 1984 bis 1985 Purple Rain-Ära
- Jeff Katz, 1985 bis 1996 Zusammenarbeit mit Prince

## Musik
Die Musik ist verschiedenen Genres zuzuordnen; beispielsweise stammen die Songs Money Don’t Matter 2 Night und Sign “☮” the Times aus dem Bereich Contemporary R&B, Gett Off und Uptown sind Funk zuzuordnen, Delirious und I Could Never Take the Place of Your Man sind aus dem Bereich Pop sowie She’s Always in My Hair aus dem Genre Rock. Die Maxi- und Remix-Versionen stammen aus dem Bereich Elektronische Tanzmusik und Hip-Hop. Die Tracks singt Prince melodisch vertont und neben seinem charakteristischen Falsettgesang benutzt er auch tiefere Stimmlagen.

## Titelliste und Veröffentlichungen
| CD-1/1 | I Wanna Be Your Lover (Edit)                         | 2:57 | 1979: Prince                                               |
| CD-1/2 | Uptown (Edit)                                        | 4:08 | 1980: Dirty Mind                                           |
| CD-1/3 | Controversy                                          | 7:15 | 1981: Controversy                                          |
| CD-1/4 | 1999 (Edit)                                          | 3:36 | 1982: 1999                                                 |
| CD-1/5 | Delirious (Edit)                                     | 2:38 | 1982: 1999                                                 |
| CD-1/6 | When Doves Cry (Edit)                                | 3:48 | 1984: Purple Rain                                          |
| CD-1/7 | I Would Die 4 U a                                    | 2:56 | 1984: Purple Rain                                          |
| CD-1/8 | Purple Rain a                                        | 8:40 | 1984: Purple Rain                                          |
| CD-1/9 | Sign “☮” the Times (Edit)                            | 3:42 | 1987: Sign “☮” the Times                                   |
| CD-1/10 | I Could Never Take the Place of Your Man (Edit)      | 3:38 | 1987: Sign “☮” the Times                                   |
| CD-1/11 | Alphabet St.                                         | 5:38 | 1988: Lovesexy                                             |
| CD-1/12 | Diamonds and Pearls (Edit) b                         | 4:19 | 1991: Diamonds and Pearls                                  |
| CD-1/13 | Gett Off b                                           | 4:30 | 1991: Diamonds and Pearls                                  |
| CD-1/14 | Money Don’t Matter 2 Night b                         | 4:46 | 1991: Diamonds and Pearls                                  |
| CD-1/15 | 7 c                                                  | 5:08 | 1992: Love Symbol                                          |
| CD-1/16 | Nothing Compares 2 U (Duett mit Rosie Gaines)        | 4:57 | 1993: The Hits 1                                           |
| CD-1/17 | My Name Is Prince (Edit) d                           | 4:04 | 1992: Love Symbol                                          |
| CD-2/1 | Let’s Go Crazy (Special Dance Mix) a                 | 7:35 | 1984: Purple Rain                                          |
| CD-2/2 | Little Red Corvette (Dance Remix)                    | 8:27 | 1982: 1999                                                 |
| CD-2/3 | Let’s Work (Dance Remix)                             | 8:05 | 1981: Controversy                                          |
| CD-2/4 | Pop Life (Fresh Dance Mix) a                         | 6:19 | 1985: Around the World in a Day                            |
| CD-2/5 | She’s Always in My Hair (12″-Version) a              | 6:32 | 1985: B-Seite von Raspberry Beret                          |
| CD-2/6 | Raspberry Beret (Extended Version) a                 | 6:36 | 1985: Around the World in a Day                            |
| CD-2/7 | Kiss (Extended Version) e                            | 7:16 | 1986: Parade                                               |
| CD-2/8 | U Got the Look (Long Look) (Duett mit Sheena Easton) | 6:43 | 1987: Sign “☮” the Times                                   |
| CD-2/9 | Hot Thing (Extended Remix)                           | 8:32 | 1987: B-Seite von I Could Never Take the Place of Your Man |
| CD-2/10 | Thieves in the Temple (Remix)                        | 8:08 | 1990: Graffiti Bridge                                      |
| CD-2/11 | Cream (N.P.G. Mix) b                                 | 4:52 | 1991: Diamonds and Pearls                                  |
| Spieldauer: 156:33 |                                                      |      |                                                            |
| Autor aller Songs ist Prince a Autor: Prince and The Revolutionb Autor: Prince and The New Power Generationc Autor: Prince, Jimmy McCracklin, Lowell Fulsond Autor: Prince und Tony Mosleye Arrangement: David Z. Rivkin |                                                      |      |                                                            |

Ultimate wurde am 21. August 2006 in Großbritannien und einen Tag später in den USA veröffentlicht. Die Kompilation erschien als Doppelalbum auf CD und als Download.
Auf CD-1 sind bis auf My Name Is Prince alle Songs bereits auf den Kompilationen The Hits/The B-Sides (1993) oder auf The Very Best of Prince (2001) erschienen, wobei Controversy in der Albumversion zu hören ist, was auf den beiden Greatest-Hits-Kompilationen zuvor nicht der Fall ist. Nothing Compares 2 U wurde nur als Promo-Tonträger und nicht als Single ausgekoppelt.
Die vier Maxi-Singles von Let’s Work, Pop Life, Raspberry Beret und U Got the Look waren zuvor nicht auf CD veröffentlicht worden, genau wie die beiden B-Seiten Hot Thing (Extended Remix) und She’s Always in My Hair.

## Mitwirkende

### Musiker
Alle Songs wurden von Prince arrangiert, komponiert, produziert und vorgetragen. Zudem spielte er alle Musikinstrumente selbst ein, wobei folgende Personen die Aufnahmen ergänzten:
- The Revolution
- The New Power Generation

### Technisches Personal
- Allen Beaulieu – Fotografie
- Geoffrey Dicker – Kreativberater
- Jeff Katz – Fotografie
- Joe Giannetti – Fotografie
- Larry Williams (* 1951; † 1999) – Fotografie
- Mathieu Bitton – Albumdesign, Artdirector, Fotografie, Kreativberater, Memorabilia

## Rezensionen
Sowohl Massenmedien als auch Musikkritiker zeigten an Ultimate geringes Interesse, von daher sind nur wenige Rezensionen zu finden, die aber überwiegend positiv ausfielen. Die Website AOTY (Album of the Year) errechnete eine Durchschnittsbewertung von 75 %, basierend auf drei Rezensionen englischsprachiger Medien.
Mark Richardson von Pitchfork Media lobte die Kompilation und verteilte 8,6 von zehn Sternen. Er beschrieb es als „schön, dass dieses Material“ chronologisch behandelt worden sei, im Gegensatz zu der „willkürlichen Reihenfolge“ von The Hits/The B-Sides. Fast alle „großen Hits“ seien auf Ultimate enthalten, doch die Maxi-Singles auf Disc-2 bezeichnete Richardson als „ungewöhnliche Entscheidung“, die „einige Hörer kalt lassen“ würden. Für jemanden, der Prince noch nicht kenne und die Songs nicht auswendig gelernt habe, könne „das ein Problem sein“. Da „die meisten“ Remixe aber von ihm selbst stammten, schmälere es die Kompilation nicht. Für Fans sei es „angenehm zu hören“, wie „vertraute Songs ein wenig aufgepeppt werden“. Richardson bemängelte aber, dass weder When You Were Mine (1980) von Dirty Mind noch Erotic City (1984) auf Ultimate zu finden sind.
Eric Neigher vom Slant Magazine verteilte vier von fünf Sternen. Ultimate biete „einige der funktastischsten [sic] Songs, die Sie je gehört haben, einschließlich einiger seltener Remixe, die alle in einer praktischen Doppel-CD-Hülle untergebracht“ seien. Wenn man aber „Gelegenheitsfan“ sei und The Hits/The B-Sides (1993) bereits besitze, werde man mit Ultimate „nicht viel“ für sein Geld bekommen. Doch angesichts der jüngsten Erfolge von Prince mit Musicology (2004) und 3121 (März 2006) würden neu hinzugekommene Fans nicht enttäuscht werden. Für ältere Prince-Fans könne Ultimate „ein bequemer Weg sein, um all die Schallplatten, Bootleg-Kassetten und MP3s in einem einzigen und freundlichen Paket zu konsolidieren“, meinte Neigher.
Stephen Thomas Erlewine von AllMusic gab drei von fünf Sternen, meinte aber, Ultimate bleibe „weit hinter dem zurück, was der Titel“ verspreche. Jeder, der nur die Hits aus dem Radio hören wolle, werde „nicht glücklich darüber sein, dass Let’s Go Crazy, Little Red Corvette, Pop Life, Raspberry Beret, Kiss, U Got the Look, Thieves in the Temple und Cream“ in „verschiedenen Mixen vorliegen“. Von daher sei die Kompilation ein „ziemliches Durcheinander“, obwohl es „ein hörenswertes Durcheinander“ sei, weil „jeder Prince-Song aus den Jahren 1979-1992 zumindest hörenswert und oft nicht weniger als brillant“ sei. Doch wer ausschließlich die Hits hören wolle, sei mit The Hits/The B-Sides (1993) und mit The Very Best of Prince (2001) „besser bedient“.

## Kommerzieller Erfolg

### Chartplatzierungen
| ChartsChartplatzierungen       | Höchstplatzierung | Wochen |
| ------------------------------ | ----------------- | ------ |
| Deutschland (GfK)              | 19 (3 Wo.)        | 3      |
| Österreich (Ö3)                | 22 (5 Wo.)        | 5      |
| Schweiz (IFPI)                 | 9 (8 Wo.)         | 8      |
| Vereinigtes Königreich (OCC)   | 3 (27 Wo.)        | 27     |
| Vereinigte Staaten (Billboard) | 6 (16 Wo.)        | 16     |

| ChartsJahrescharts (2006)    | Platzierung |
| ---------------------------- | ----------- |
| Vereinigtes Königreich (OCC) | 156         |

Im Jahr 2006 konnte sich das Album in der deutschen Hitparade nicht platzieren, in Österreich erreichte es Platz 46, in der Schweiz Platz 58, in Großbritannien Platz 24 und in den USA Platz 61. Die Höchstplatzierung in den genannten Ländern erzielte Ultimate im Mai 2016 nach Prince’ Tod.

### Auszeichnungen für Musikverkäufe
Ultimate wurde weltweit ungefähr 1,5 Millionen Mal verkauft und international mehrfach mit Platinstatus ausgezeichnet:

| Land/Region                  | Auszeichnungen für Musikverkäufe (Land/Region, Auszeichnung, Verkäufe) | Verkäufe |
| ---------------------------- | ---------------------------------------------------------------------- | -------- |
| Dänemark (IFPI)              | Platin                                                                 | 40.000   |
| Neuseeland (RMNZ)            | Platin                                                                 | 15.000   |
| Vereinigtes Königreich (BPI) | Platin                                                                 | 300.000  |
| Insgesamt                    | 3× Platin ·                                                            | 355.000  |

Hauptartikel: Prince/Auszeichnungen für Musikverkäufe